# Amalia González Caballero de Castillo Ledón
Amalia González Caballero de Castillo Ledón, född 1898, död 1986, var en mexikansk politiker.
Hon var vice utbildningsminister 1958-62. 
Hon var sitt lands första kvinnliga minister.  